# Papaver angustifolium
Papaver angustifolium är en vallmoväxtart som beskrevs av A. Tolmatch.. Papaver angustifolium ingår i släktet vallmor, och familjen vallmoväxter. Inga underarter finns listade i Catalogue of Life.